# Área metropolitana de Chico
El Área Metropolitana de Chico, oficialmente llamada Área Estadística Metropolitana de Chico, CA MSA, tal como lo define la Oficina de Administración y Presupuesto, es un Área Estadística Metropolitana centrada en la ciudad de Chico en el estado estadounidense de California. El área metropolitana tenía una población en el Censo de 2010 de 220.000 habitantes, convirtiéndola en la 195.º área metropolitana más poblada de los Estados Unidos. El área metropolitana de Chico comprende solamente el condado de Butte y la ciudad más poblada es Chico.

## Composición del área metropolitana

### Ciudades
Biggs |
Chico |
Gridley |
Oroville |
Paradise 

### Lugares designados por el censo
Bangor |
Berry Creek |
Butte Creek Canyon |
Butte Meadows |
Butte Valley |
Cherokee |
Clipper Mills |
Cohasset |
Concow |
Durham |
Forbestown |
Forest Ranch |
Kelly Ridge |
Honcut |
Magalia |
Nord |
Oroville East |
Palermo |
Rackerby |
Richvale |
Robinson Mill |
South Oroville |
Stirling City |
Thermalito |
Yankee Hill 